# 5th Canadian Division
La 5th Canadian Division è una divisione del Canadian Army.
La prima costituzione dell'unità si ebbe nel gennaio 1917 in piena prima guerra mondiale, quando una "5th Canadian Division" fu attivata nel Regno Unito salvo però essere usata solo come unità per l'addestramento dei rimpiazzi per le altre divisioni canadesi impegnate sul fronte occidentale, finendo con l'essere sciolta un anno più tardi.
L'unità fu ricostituita nel febbraio 1941 dopo l'inizio della seconda guerra mondiale come prima unità di forze corazzate dell'Esercito canadese, inizialmente con la designazione di 1st Canadian Armoured Division cambiata poi, nel giugno seguente, in 5th Canadian (Armoured) Division. Inviata inizialmente nel Regno Unito, la divisione fu poi impegnata in azione a partire dal novembre 1943 nel corso della campagna d'Italia come parte del I Canadian Corps prendendo parte, in particolare, allo sfondamento della Linea Gustav e agli scontri dell'operazione Olive; nel gennaio 1945, come il resto del I Corps, la divisione fu trasferita sul fronte occidentale prendendo parte agli ultimi scontri del conflitto nei Paesi Bassi orientali, venendo quindi sciolta nel dicembre 1945 a guerra finita.
La 5th Canadian Division fu ricreata nel 2013 tramite la ridesignazione del precedente Land Force Atlantic Area, divenendo quindi il comando dell'Esercito canadese responsabile delle regioni del Canada atlantico.

## Storia

### Prima guerra mondiale
La prima incarnazione della 5th Canadian Division si ebbe nel gennaio 1917, quando una divisione con tale designazione fu attivata con unità già trasferite nel Regno Unito in vista di un loro impiego sul fronte occidentale della prima guerra mondiale. L'intenzione dei comandi canadesi era che l'unità facesse da capostipite per una seconda Canadian Expeditionary Force forte di quattro divisioni da aggiungere a quella già impegnata al fronte con i britannici, ma tale progetto fu successivamente accantonato per carenza di reclute con cui formare le preventivate 6th, 7th ed 8th Canadian Division, rimaste totalmente sulla carta.
La 5th Division, con un organico basato su tre brigate di fanteria (13th, 14th e 15th Canadian Brigade) di tre battaglioni ciascuna, fu trattenuta sul suolo britannico per svolgere compiti di difesa locale della Gran Bretagna, oltre che essere impegnata come unità per l'addestramento delle reclute canadesi e per la fornitura di rimpiazzi alle quattro divisioni del corpo di spedizione canadese schierato al fronte; l'unità fu infine formalmente sciolta nel febbraio 1918.

### La seconda guerra mondiale
Una seconda incarnazione dell'unità si ebbe dopo lo scoppio della seconda guerra mondiale, quando il piccolo esercito canadese d'anteguerra, privo di formazioni permanenti superiori alla brigata, fu rapidamente espanso nell'organico e nelle dotazioni per poter prestare assistenza al Regno Unito assediato dalla Germania nazista. Dopo che le esperienze di guerra britanniche nel teatro di operazioni nordafricano avevano messo in luce l'efficacia bellica delle grosse formazioni di mezzi corazzati, la nuova unità fu strutturata come prima divisione corazzata del Canadian Army e fu attivata quindi, il 27 febbraio 1941, con la designazione di "1st Canadian Armoured Division"; il nominativo della divisione fu poi cambiato in "5th Canadian (Armoured) Division" nel giugno 1941, e la divisione salpò per il Regno Unito nel novembre dello stesso anno.
La divisione spese i due anni successivi in Gran Bretagna come parte della First Canadian Army, equipaggiandosi e impegnandosi in esercitazioni alla guerra corazzata con le omologhe unità britanniche. La divisione adottò inizialmente la struttura organica delle divisioni corazzate britanniche dell'epoca, con due brigate corazzate (la 1st e 2nd Canadian Armoured Brigade), un reggimento di artiglieria campale, uno di artiglieria controcarri, uno di artiglieria antiaerea e uno di autoblindo, oltre a unità di genieri e servizi vari; nel gennaio 1943 l'organico fu mutato in una brigata corazzata (5th Canadian Armoured Brigade) e una brigata di fanteria motorizzata (11th Infantry Brigade), con modifiche minori alle unità di supporto.
Vista l'insitenza del governo di Ottawa perché le sue forze fossero impiegate più attivamente nelle operazioni belliche, alla metà del 1943 la 1st Canadian Division fu sottratta dall'organico della First Canadian Army e inviata nel teatro del Mediterraneo in forza all'Eighth Army britannica, prossima a entrare in azione nel corso della campagna d'Italia poi avviata nel luglio 1943. Più avanti nel corso dell'anno si decise di trasferire nel Mediterraneo ulteriori unità canadesi, e la 5th Canadian (Armoured) Division salpò quindi dal Regno Unito per l'Italia nel novembre 1943. Per facilitare il trasferimento, la divisione lasciò il suo intero parco veicoli in Gran Bretagna e trasportò via mare solo il personale, prendendo poi in carico una volta arrivata in Italia i mezzi e l'equipaggiamento della 7th Armoured Division britannica, richiamata in patria dal fronte italiano in vista dello sbarco in Normandia; conseguentemente, i canadesi ereditarono un equipaggiamento piuttosto logoro e consumato dagli eventi bellici, che dovette essere rimesso interamente a nuovo.

### Operazioni in Italia

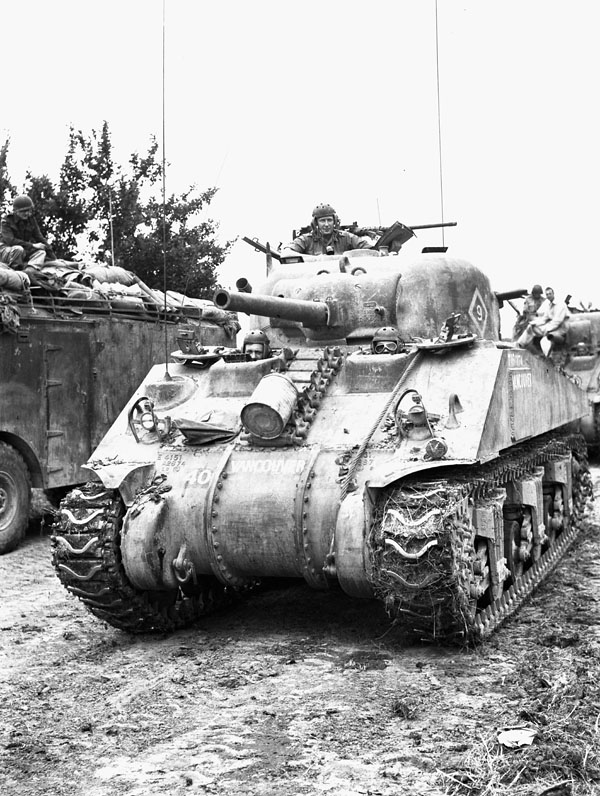
Un carro M4 Sherman della 5th Division in marcia in Italia nel maggio 1944

Con la 1st Canadian Division, la 5th Division entrò a far parte del I Canadian Corps del generale Eedson Burns e nel gennaio 1944 i primi contingenti della divisione furono schierati sul fronte dell'Eighth Army; la 11th Infantry Brigade fu la prima ad affrontare i tedeschi, nel corso di una serie di operazioni su scala ridotta contro le difese della Linea Gustav nel basso Abruzzo: anche a causa della sua inesperienza, l'esordio operativo della divisione fu piuttosto deludente e le difese tedesche non furono scalfite. Nell'aprile seguente la 5th Division, come il resto del I Canadian Corps, fu trasferita sul fronte di Cassino in vista di un nuovo tentativo alleato di infrangere la Linea Gustav; schierata tra le riserve dell'Eighth Army, la divisione corazzata canadese doveva tenersi pronta a sfruttare lo sfondamento delle difese tedesche.
La divisione entrò in azione il 20 maggio, dopo che l'Eighth Army si ebbe faticosamente aperta un varco nelle difese tedesche della valle del Liri nel corso della cosiddetta operazione Diadem: la divisione iniziò a risalire la valle in direzione nord sulla scia della 1st Canadian Division, ritrovandosi però ben presto bloccata da enormi ingorghi di traffico sulle scarse strade della zona. La divisione passò faticosamente in testa all'avanzata del I Corps, e nelle prime ore del 25 maggio attraversò il fiume Melfa oltrepassando le difese tedesche della Linea Hitler: i soldati tedeschi si erano già per buona parte ritirati dalle difese fisse anche se campi minati e trappole esplosive ritardarono ulteriormente l'avanzata dei canadesi, che il 26 maggio occuparono Ceprano. Il locale ponte sul Liri era stato fatto saltare dai tedeschi in ritirata, e la 5th Division dovette allestire un ponte Bailey con cui passare il corso d'acqua nelle prime ore del 28 maggio; con la via Casilina bloccata dai tedeschi con mine e demolizioni, la divisione si ritrovò però in un terreno montuoso senza strade adeguate con cui portare avanti l'avanzata, e non poté impedire la ritirata dei reparti nemici. Il proseguimento dell'avanzata del I Canadian Corps fu quindi affidato alla 1st Canadian Division, e la 5th Division passò in riserva nelle retrovie.

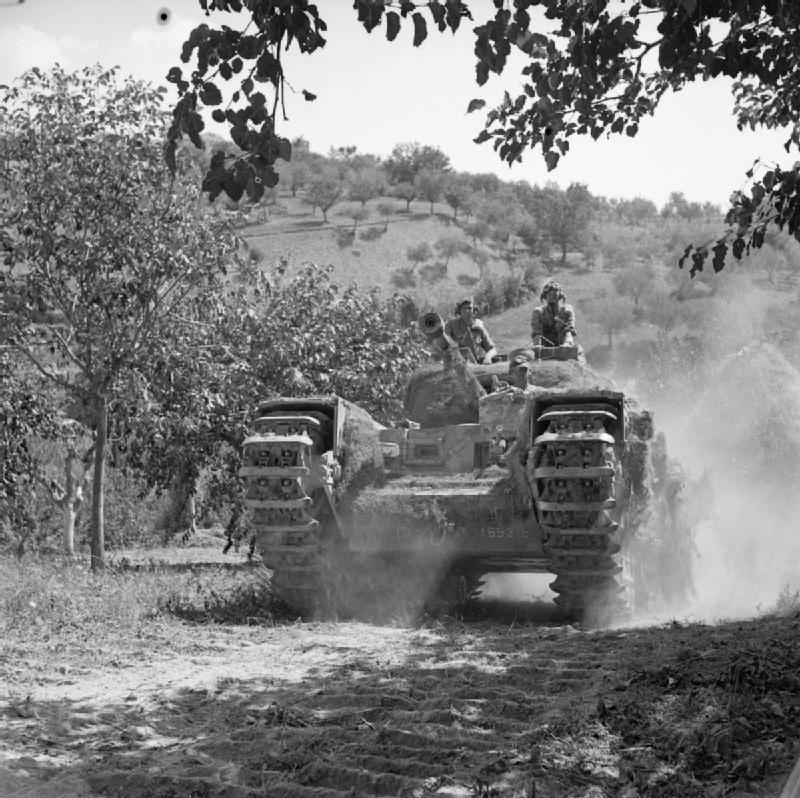
Un carro armato Mk IV Churchill della 5th Division in marcia verso la Linea Gotica nell'agosto 1944

Nel luglio 1944 la divisione subì una riorganizzazione del suo organico: vista la natura prevalentemente montuosa del territorio italiano, che poco favoriva le operazioni meccanizzate, si decise di dotare la divisione di una seconda brigata di fanteria (la 12th Infantry Brigade); visto che l'alto comando britannico si opponeva al trasferimento in Italia di ulteriori reparti canadesi, necessari ora per le operazioni in Normandia, la nuova brigata fu ottenuta trasformando in fanteria le unità da ricognizione e di artiglieria antiaerea già in forza alla divisione.
Con il suo nuovo organico, la 5th Division tornò in linea alla fine di agosto, quando l'intero I Canadian Corps fu schierato sulla prima linea dell'Eighth Army britannica giunta ad affrontare i primi contrafforti della Linea Gotica tedesca al confine tra Marche e Romagna; a partire dal 25 agosto la divisione fu quindi coinvolta negli eventi dell'operazione Olive, l'offensiva dell'Eighth Army contro la Linea Gotica. Il 29 agosto elementi della divisione raggiunsero il fiume Foglia, e il 30 agosto tanto la 5th Division che la 1st Division sferrarono un'offensiva congiunta contro le difese della Gotica tra Borgo Santa Maria e Montecchio; seguirono pesanti scontri con i tedeschi prima che i canadesi riuscissero ad aprire un varco nelle difese nemiche nella zona di Montecchio. I canadesi si spinsero faticosamente verso nord, dove nella notte tra il 2 e il 3 settembre riuscirono a stabilire una testa di ponte oltre il corso del fiume Conca; qui l'avanzata della 5th Division fu fermata, mentre il peso dell'offensiva alleata contro la Gotica passava ora sul V Corps britannico.
In seguito, la 5th Division continuò a operare in Romagna partecipando alla lenta avanzata dell'Eighth Army verso nord, rallentata dalle piogge e dal fango: avanzando lungo la strada tra Cesena e Ravenna, il 25 ottobre la divisione raggiunse Forlì dove si attestò; seguirono diverse operazioni lungo i numerosi fiumi della zona, con i canadesi che forzarono d'assalto il corso del Lamone il 10 dicembre e del Senio il 20 dicembre. L'offensiva dell'Eighth Army in Romagna fu poi arrestata dopo l'inizio di una controffensiva italo-tedesca in Garfagnana, per poi essere completamente cancellata con l'arrivo delle nevicate invernali. La 5th Division e il resto del I Canadian Corps rimasero a presidiare la linea del fronte a sud delle Valli di Comacchio fino al febbraio 1945, quando l'intero corpo d'armata canadese fu ritirato nelle retrovie; su insistenza del governo di Ottawa, che voleva tutte le truppe canadesi radunate in un unico teatro d'operazioni, il I Corps al completo fu imbarcato a Livorno e trasferito in Francia, tornando quindi in forza alla First Canadian Army in quel momento schierata nei Paesi Bassi meridionali.

### Sul fronte occidentale

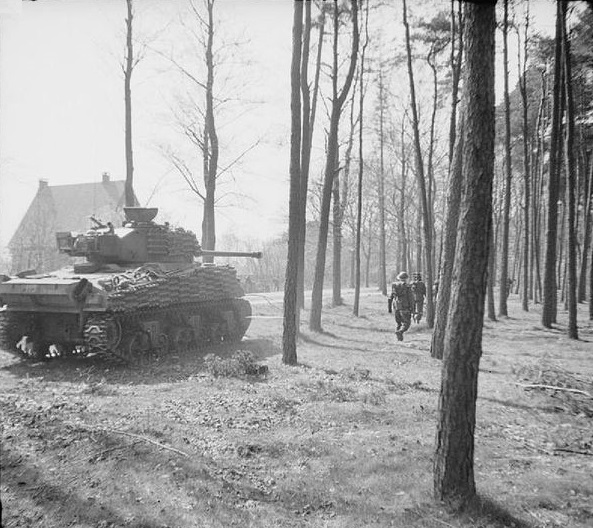
Un carro armato Sherman Firefly della 5th Division durante gli scontri nella zona di Ede nei Paesi Bassi nell'aprile 1945

Dopo essere sbarcata a Marsiglia, la 5th Division raggiunse la linea del fronte alla metà di marzo 1945; l'unità fu riorganizzata tornando alla vecchia struttura su una brigata corazzata e una di fanteria, con la 12th Infantry Brigade che venne quindi sciolta. Ai primi di aprile la divisione partecipò quindi all'offensiva finale del I Canadian Corps nei Paesi Bassi occidentali: schierata nella zona compresa tra il basso corso del Reno e del fiume Waal, la divisione ripulì dalle forze tedesche la regione a occidente di Randwijk per poi appoggiare, tra il 12 e il 16 aprile, la liberazione di Arnhem ad opera della 49th (West Riding) Infantry Division britannica; in seguito la 5th Division si spinse verso nord dalla zona Arnhem in direzione del IJsselmeer, tagliando fuori la principale via di ritirata dei tedeschi dai Paesi Bassi occidentali: incontrando una resistenza determinata ma disorganizzata, il 17 aprile la 5th Division prese Barneveld mentre il giorno seguente, con l'aiuto di gruppi armati della Resistenza olandese, elementi della divisione occuparono Putten e Harderwijk raggiungendo le rive del IJsselmeer.
Il 21 aprile la 5th Division passò in forza al II Canadian Corps in vista delle operazioni finali nei Paesi Bassi nord-orientali. Dopo aver rilevato la 3rd Canadian Division nella zona compresa tra la provincia di Groninga e l'Overijssel, tra il 25 aprile e il 2 maggio la 5th Division fu impegnata in duri scontri per la cattura della città di Delfzijl, la sua ultima significativa azione bellica nel conflitto. Dopo la resa della Germania l'8 maggio 1945, la divisione rimase stanziata nella zona di Groninga supervisionando il disarmo dei reparti tedeschi e il ripristino delle autorità di governo olandesi nella zona, mentre progressivamente l'unità veniva smobilitata; il rimpatrio delle forze canadesi dall'Europa fu portato a termine entro la fine del 1945, e il quartier generale della 5th Division fu quindi disattivato il 12 dicembre 1945.

### Riattivazione
Nel quadro di un più ampio programma di restaurazione dell'identità storica del Canadian Army, la 5th Canadian Division fu riattivata nell'aprile 2013 come ridesignazione del precedente Land Forces Atlantic Area, il comando regionale esistente dal 1992 e responsabile delle quattro "province atlantiche" del Canada orientale (Nuovo Brunswick, Nuova Scozia, Isola del Principe Edoardo, Terranova e Labrador)
.
Con quartier generale situato presso la base militare di CFB Halifax, la 5th Division controlla una serie di unità regolari in servizio attivo a livello di reggimento (il 4th Artillery Regiment della Royal Canadian Artillery, il 4 Engineer Support Regiment, il 21 Electronic Wafare Regiment, il 3 Military Police Regiment) e due brigate di riservisti della Primary Reserve (la 36 Canadian Brigade Group e la 37 Canadian Brigade Group).

## Ordine di battaglia
1941-1945
- 5th Canadian Armoured Brigade
  - 2nd Armoured Regiment (Lord Strathcona's Horse (Royal Canadians))
  - 5th Armoured Regiment (8th Princess Louise's (New Brunswick) Hussars)
  - 9th Armoured Regiment (The British Columbia Dragoons)
  - 1st Battallion, The Westminster Regiment[N 1]
- 11th Canadian Infantry Brigade
  - 11th Independent Machine Gun Company (The Princess Louise Fusiliers)
  - 1st Battallion, The Perth Regiment
  - 1st Battallion, The Cape Breton Highlanders
  - 1st Battallion, Irish Regiment of Canada
  - 11th Infantry Brigade Ground Defence Platoon (Lorne Scots)
- 12th Canadian Infantry Brigade (dal luglio 1944 al marzo 1945)
  - 12th Independent Machine Gun Company (The Princess Louise Fusiliers)
  - 4th Princess Louise Dragoon Guards
  - 1st Battallion, Royal Westminster Regiment
  - 1st Battallion, The Lanark and Renfrew Scottish Regiment
  - 12th Infantry Brigade Ground Defence Platoon (Lorne Scots)
- Unità divisionali
  - 17th Field Regiment, Royal Canadian Artillery (artiglieria campale)
  - 8th Field Regiment, Royal Canadian Artillery (artiglieria semovente)
  - 4th Anti-Tank Regiment, Royal Canadian Artillery (artiglieria anticarro)
  - 5th Light Anti-Aircraft Regiment, Royal Canadian Artillery (artiglieria antiaerea)
  - 1st, 4th e 10th Squadron, Royal Canadian Engineers (genieri)
  - Fifth Armoured Divisional Signals, Royal Canadian Corps of Signals (trasmissioni)

### Annotazioni
1. ↑  Nell'uso britannico e dei paesi del Commonwealth, nelle unità di fanteria il reggimento è solo un'unità cerimoniale e amministrativa: l'unità operativa di base è il battaglione, unito in brigate con altri battaglioni spesso provenienti da altri reggimenti.

### Fonti
1. ↑  (EN) 5th Canadian Division, su canadiansoldiers.com. URL consultato il 14 maggio 2020.
2. 1 2 3 4 5  (EN) 5th Canadian (Armoured) Division, su canadiansoldiers.com. URL consultato il 14 maggio 2020.
3. ↑  Santangelo, pp. 52-53.
4. ↑  Santangelo, p. 54.
5. ↑  Holland, p. 142.
6. ↑  Holland, pp. 174-175.
7. ↑  Holland, pp. 194-195.
8. ↑  Holland, pp. 202, 214.
9. ↑  Holland, pp. 362-366, 370.
10. ↑  Holland, pp. 452, 491, 497, 506.
11. ↑  Stacey, pp. 568, 570-572, 576-580.
12. ↑  Stacey, pp. 591-594, 618-619.
13. ↑  (EN) Restoring the Canadian Army's historical identity, su forces.gc.ca (archiviato dall'url originale il 14 luglio 2013).
14. ↑  (EN) 5th Canadian Division - Atlantic Canada, su army-armee.forces.gc.ca. URL consultato il 15 maggio 2020.